# 尼克拉斯湖
尼克拉斯湖（德語：Niklassee），是德國的湖泊，位於該國西南部，由巴登-符騰堡州負責管轄，處於巴特舒森里德，面積0.03平方公里，海拔高度569米，平均水深2.4米，最大水深3.8米，水體容量7.8萬立方米。